# SDSF
SDSF (сокр. от англ. System Display and Search Facility) — платная опция операционной системы z/OS, позволяющая пользователю просматривать статус различных ресурсов, например, выполненных и запущенных заданий. Доступна только зарегистрированным пользователям.

## Задаваемые параметры просмотра
- DA — показать активных на данный момент пользователей.
- I — показать список заданий, ожидающих выполнения.
- O — показать список выполненных заданий.
- ST — текущий статус всех заданий.
- LOG — системный лог.
- SR — системный запросы
- MAS — показать члены MAS(Multiple Access Spool)
- JC — показать классы заданий.
- RES — Показать ресурсы WLM(WorkLoad Manager) — средства управление рабочей нагрузкой.
- INIT — показать инициаторы(области в которых выполняются задания)
- PS — показать UNIX-процессы.
- PR — показать принтеры.
- ULOG — лог текущего пользователя за текущую сессию.

## Системный лог
Системный лог представляет собой совокупность наборов данных JES2, содержащих консольные сообщения, команды и ответы оператора для системы z/OS JES2. Доступ к системному логу производится посредством выбора опции LOG с параметром S(LOG S). При первом открытии системного лога, после запуска SDSF, SDSF установит указатель на самую последнюю запись. При повторном входе указатель будет установлен в положении, в котором находился до выхода.

## Пользовательский лог
Панель пользовательского лога позволяет просматривать MVS и JES2 команды, выполненные в течение пользовательской сессии (включая команды, сгенерированные SDSF). SDSF удаляет пользовательский лог по завершении сессии SDSF или по команде CLOSE ULOG. Доступ к пользовательскому логу производится посредством команды выбора опции ULOG.

## Поиск по списку заданий
В SDSF обладает средствами выборки по списку, заданному параметром. Для этого в строке COMMAND INPUT надо указать по каким полям делается выборка и её условия выбора.
Пример для списка, команды выполненных заданий:
```
JOBNAME=* OWNER=ZUSER11
```

Символ * обозначает все существующие значения данного поля.